# Haaksbergen
Haaksbergen – miasto w Holandii, w prowincji Overijssel. W 2007 liczyło 24 339 mieszkańców.

## Miasta partnerskie
- Ahaus, Niemcy
- Nagykőrös, Węgry